# Fahrradkurier-Europameisterschaft
Die European Cycle Messenger Championships (kurz ECMC) sind Europameisterschaften für Fahrradkuriere.
Die Meisterschaft entwickelte sich aus der 1995 erstmals veranstalteten Deutschen Meisterschaften der Fahrradkuriere, als sich im Jahr 1996 viele niederländische und dänische Kuriere anmeldeten. Seither wird die Meisterschaft jährlich ausgetragen.
Wie auch bei den Weltmeisterschaften gibt es neben dem Hauptrennen, das dem Kurrieralltag nachempfunden wie ein Orientierungslauf auf dem Fahrrad ausgetragen wird auch Bewerbe mit den Lastenfahrrad (Cargo Bike Race),  Bahnrädern (Skid oder Trackstand) oder Spezialbewerbe wie Sprint oder auch Bunny Hop.

## Austragungen
| Jahr | Land                   | Stadt                | Ausgetragen von                            |
| ---- | ---------------------- | -------------------- | ------------------------------------------ |
| 1996 | Deutschland            | Hamburg              | -                                          |
| 1997 | Niederlande            | Amsterdam            | -                                          |
| 1998 | Österreich             | Graz                 | Veloblitz                                  |
| 1999 | Spanien                | Gijón                | -                                          |
| 2000 | Deutschland            | Freiburg im Breisgau | Vereinigung Freiburger Fahrradkuriere e.V. |
| 2001 | Niederlande            | Rotterdam            | -                                          |
| 2002 | Irland                 | Dublin               | -                                          |
| 2003 | Vereinigtes Königreich | London               | -                                          |
| 2004 | Polen                  | Warschau             | -                                          |
| 2005 | Schweiz                | Basel                | -                                          |
| 2006 | Finnland               | Helsinki             | -                                          |
| 2007 | Norwegen               | Oslo                 | -                                          |
| 2008 | Niederlande            | Eindhoven            | -                                          |
| 2009 | Deutschland            | Berlin               | -                                          |
| 2010 | Ungarn                 | Budapest             | -                                          |
| 2011 | Spanien                | Madrid               | -                                          |
| 2012 | Vereinigtes Königreich | Edinburgh            | -                                          |
| 2013 | Schweiz                | Bern                 | -                                          |
| 2014 | Schweden               | Stockholm            | -                                          |
| 2015 | Italien                | Mailand              | -                                          |
| 2016 | Dänemark               | Kopenhagen           | -                                          |
| 2017 | Österreich             | Wien                 | -                                          |
| 2018 | Polen                  | Szczecin             | -                                          |
| 2019 | Belgien                | Brüssel              | -                                          |
| 2020 | Schweiz                | Basel                | (Ersatz CMWC)                              |
| 2021 | Schweiz                | Basel                |                                            |
| 2022 | Deutschland            | Bremen               | -                                          |
| 2023 | Ungarn                 | Budapest             | -                                          |
| 2024 | Schweiz                | Lausanne             | -                                          |
| 2025 | Österreich             | Salzburg             | -                                          |